# Jeff Grubb
Jeff Grubb – amerykański pisarz, autor książek z gatunku fantasy, m.in. Bratobójczej wojny. Z wykształcenia inżynier budownictwa, potrafi zarówno tworzyć światy fantasy (współautor Dragonlance oraz Forgotten Realms) jak i poruszać się w gotowych (Starcraft, Warcraft, Magic: The Gathering).
Aktualnie mieszka w Seattle, w stanie Waszyngton wraz z żoną Kate Novak.

## Powieści

### Dragonlance
- Villains
  - Book 5: Lord Toede (1994), ISBN 0-09-945501-3 (niewydana w Polsce)

### Forgotten Realms
- Cormyr (2001) ISBN 83-87376-71-X (wraz z Eddem Greenwoodem)
- Trylogia Kamienia Poszukiwacza (wraz z Kate Novak)
  - Lazurowe Więzy (2002) ISBN 83-88916-10-6
  - Ostroga wywerna (2003) ISBN 83-88916-62-9
  - Pieśń Sauriali (2003) ISBN 83-88916-68-8
- Harfiarze (wraz z Kate Novak)
  - Maskarady (2005) ISBN 83-7418-075-7
  - Finder's Bane (1997), ISBN 0-7869-0658-8 (niewydana w Polsce)
- The Lost Gods (with Kate Novak)
  - Tymora's Luck (1997), sequel Finger's Bane, ISBN 0-7869-0726-6 (niewydana w Polsce)

### Magic: The Gathering
- Cykl artefaktów
  - Bratobójcza wojna (1999) ISBN 83-87376-58-2
- Trylogia Ice Age
  - The Gathering Dark (1999) ISBN 0-7869-1357-6 (niewydana w Polsce)
  - Eternal Ice (2000) ISBN 0-7869-1562-5 (niewydana w Polsce)
  - The Shattered Alliance (2000) ISBN 0-7869-1403-3 (niewydana w Polsce)

### Starcraft
- Krucjata Liberty'ego (2001) ISBN 83-88916-00-9

### Warcraft
- Tom 3: Ostatni Strażnik (2004) ISBN 83-88916-89-0

### Guild Wars
- Duchy Askalonu (2010) (wraz z Mattem Forbeck)

## Podręczniki RPG (współautor)

### Dungeons & Dragons (D&D)
- Księga planów (2004) ISBN 83-88916-65-3
- Księga Potworów II (2005) ISBN 83-7418-084-6
- Spell Compendium (2005) ISBN 0-7869-3702-5 (niewydano w Polsce)
- Enemies and Allies (2001) ISBN 0-7869-1852-7 (niewydano w Polsce)

### d20 modern
- Podręcznik Źródłowy (2006)
- Urban Arcana Campaign Setting (2003) ISBN 0-7869-2659-7 (niewydano w Polsce)

### Star Wars RPG
Nie przetłumaczono żadnego podręcznika na język polski.
- Arms and Equipment Guide (2002) ISBN 0-7869-2782-8
- Power of the Jedi Sourcebook (2002) ISBN 0-7869-2781-X
- Tempest Feud: An Adventure for 9th-Level Heroes (2002) ISBN 0-7869-2778-X